# Czerń czy biel
Czerń czy biel – DVD Kabaretu Ani Mru-Mru zarejestrowane w sali Teatru im. Juliusza Osterwy w Lublinie.

## Lista utworów na DVD
1. Czerń czy biel
2. Zapowiedź programu
3. Handel narządami
4. Fenomen białych nocy
5. Lokomotywa
6. Indianie
7. Zagadka czarnowidzenia
8. Ojciec ma zawsze rację
9. Życie nie jest kolorowe
10. Tatuaż
11. Czarne i białe charaktery
12. Żigolo
13. Słowo o ślubie
14. Żona
15. FIFA 2012
16. Casting na członka kabaretu
17. Ymca
18. Tajemnica polskiego szołbiznesu
19. Dedykacja
20. Wiosna (bis)